# 八津駅
八津駅（やつえき）は秋田県仙北市西木町小山田字八津にある秋田内陸縦貫鉄道秋田内陸線の駅。

## 歴史
- 1970年（昭和45年）11月1日：日本国有鉄道角館線の駅として仙北郡西木村に開業[1][2]。
- 1986年（昭和61年）11月1日：秋田内陸縦貫鉄道に転換[1]。

## 駅構造
相対式ホーム2面2線を有する地上駅。無人駅である。なお、ホーム間は構内踏切で結ばれている。
| のりば | 路線        | 方向 | 行先     |
| ------ | ----------- | ---- | -------- |
| 入口側 | ■秋田内陸線 | 下り | 角館方面 |
| 反対側 | ■秋田内陸線 | 上り | 鷹巣方面 |

※案内上ののりば番号は設定されていない。

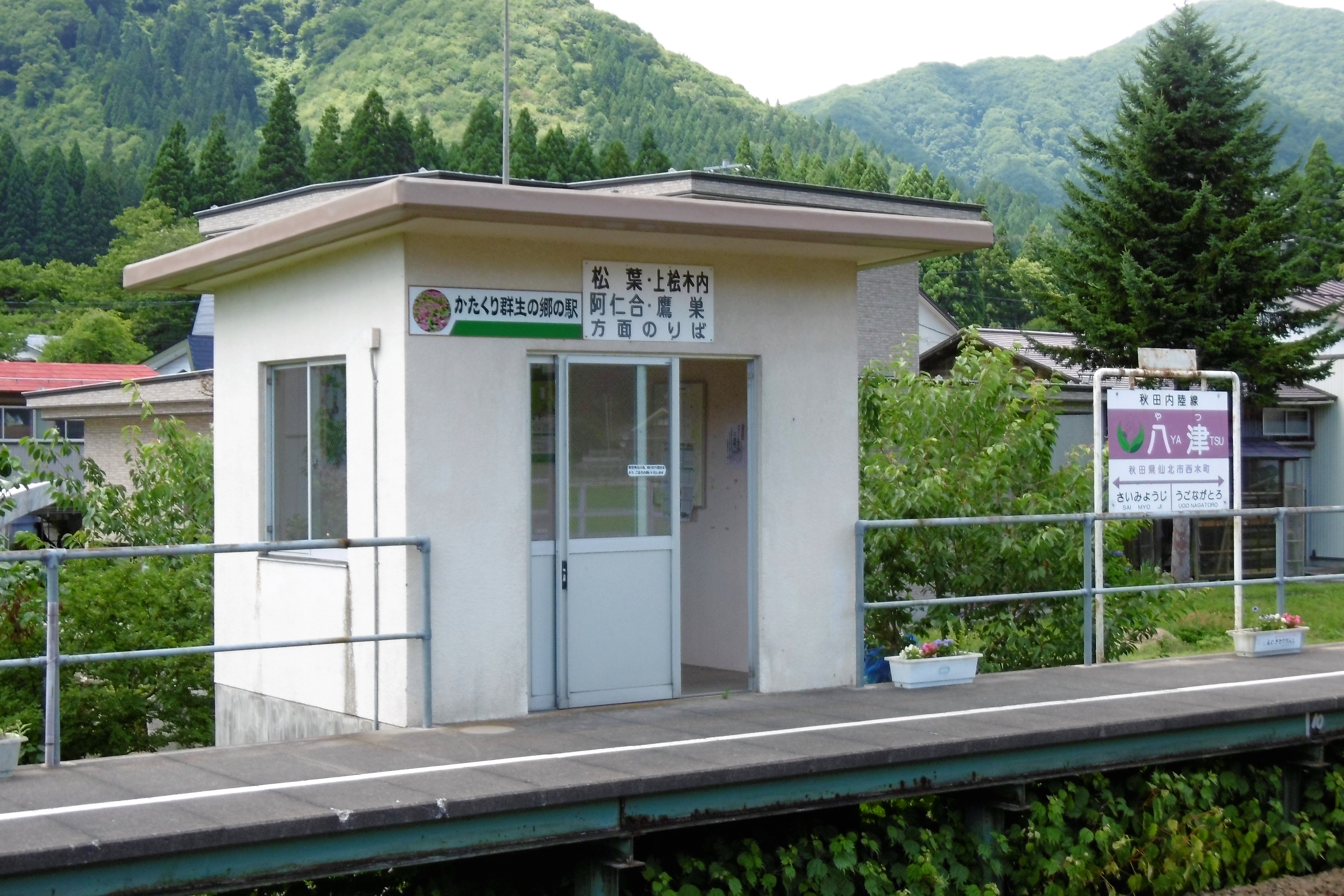
鷹巣方面のりば
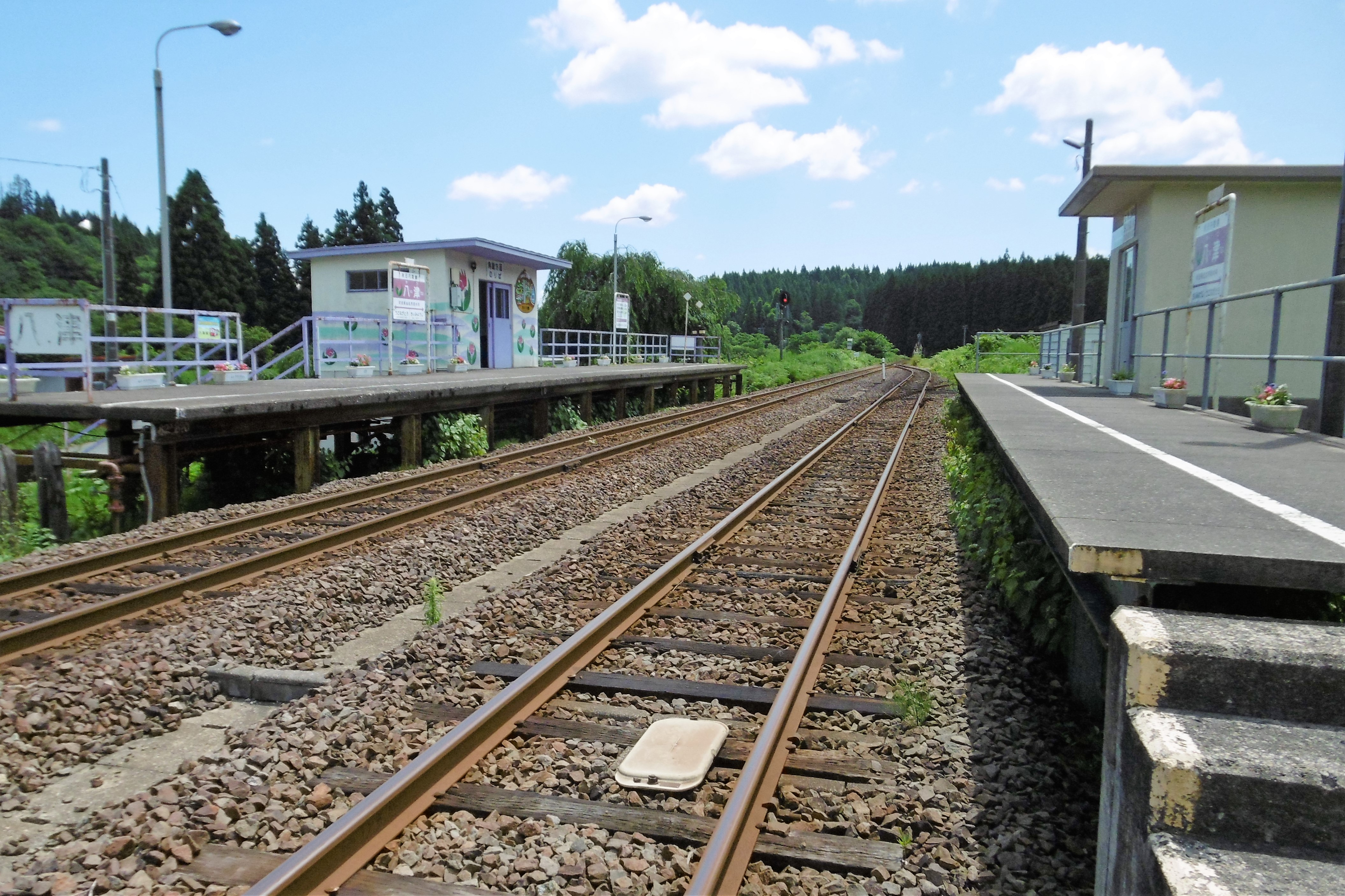
プラットホーム
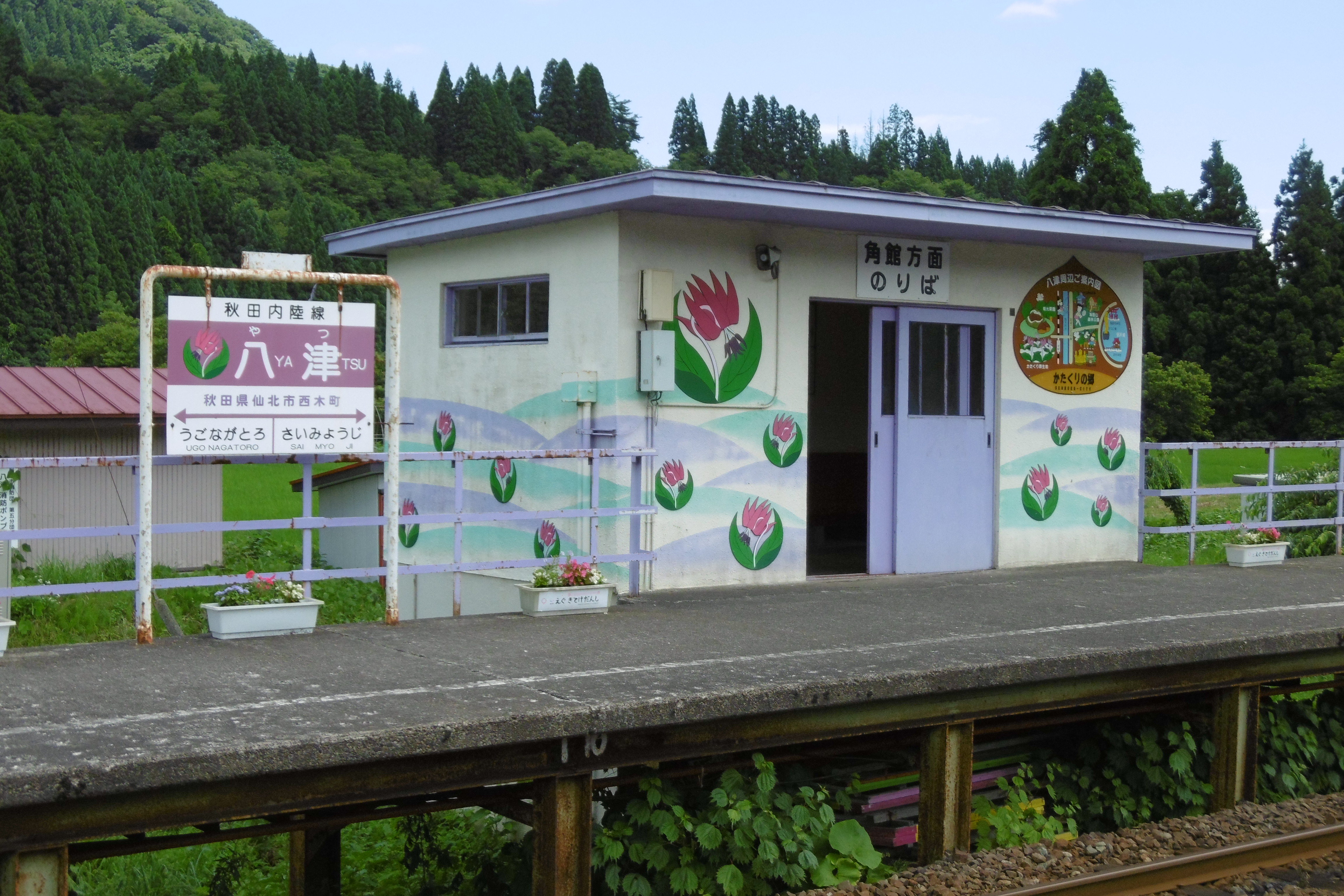
角館方面のりば

## 利用状況
| 1日乗降人員推移 | 1日乗降人員推移 |
| 年度            | 1日平均人数     |
| --------------- | --------------- |
| 2016年          | 7               |
| 2017年          | 6               |
| 2018年          | 8               |

## 駅周辺
駅の東側を国道105号が南北に走っている。
- カタクリ群生地（徒歩約10分）
  - カタクリシーズンには急行もりよしが臨時停車する。

## 隣の駅
秋田内陸縦貫鉄道
■秋田内陸線
□快速
松葉駅 - （下りは羽後長戸呂駅） - 八津駅 - 西明寺駅
■普通
羽後長戸呂駅 - 八津駅 - 西明寺駅